# Monestir de Mar Mattai
El monestir de Mar Matti o Sant Mateu (siríac: ܕܝܪܐ ܕܡܪܝ ܡܬ; àrab: دير مار متى, dayr Mār Mattà) està situat al cim del mont Maqloub, a uns 20 km de Mossul, al nord de l'Iraq. Va ser fundat l'any 363 per un sirià cristià anomenat Matti (forma siríaca de Mateu), que fugia de la persecució a Diyarbekir, prop de Nínive, a l'Asuristan. És reconegut com un dels monestirs cristians més antics que existeixen, i conserva una considerable col·lecció de manuscrits en siríac. El monestir està regit per l'Església ortodoxa siríaca, tot i que cada 14 de setembre diverses esglésies cristianes també s'hi apleguen per commemorar la mort de sant Mateu.